# Abbott Elementary
Abbott Elementary é uma série de televisão americana sitcom mocumentário criada por Quinta Brunson para a ABC. É estrelado por Brunson como professora da segunda série na Abbott Elementary, uma escola fictícia predominantemente negra na Filadélfia. O elenco inclui Tyler James Williams, Janelle James, Lisa Ann Walter, Chris Perfetti e Sheryl Lee Ralph.
A série estreou como uma entrada no meio da temporada na temporada de televisão de 2021-22 em 7 de dezembro de 2021 e foi aclamada pela crítica. Em março de 2022, a série foi renovada para uma segunda temporada, que deve estrear em 21 de setembro de 2022. O programa foi indicado para Melhor Série de Comédia no 74º Primetime Emmy Awards, com Brunson, James, Ralph e Williams recebendo indicações por suas atuações.

## Premissa
Uma equipe de documentários está gravando a vida de professores que trabalham em escolas subfinanciadas. Um dos lugares que eles decidiram documentar é a Willard R. Abbott Elementary School da Filadélfia, uma escola pública predominantemente negra da Filadélfia. As condições na escola são duras e a maioria dos professores não dura mais de dois anos. A professora da segunda série Janine Teagues e o professor de história Jacob Hill são dois dos três professores em um grupo de vinte que passaram de um ano. Eles trabalham com a experiente professora de jardim de infância Barbara Howard, a professora da segunda série Melissa Schemmenti, a diretora da escola insensível Ava Coleman e o recente substituto contratado Gregory Eddie.

## Elenco e personagens
- Quinta Brunson como Janine Teagues, uma professora da segunda série da Abbott que espera melhorar a vida de seus alunos tirando o melhor proveito da situação precária em que o distrito escolar faz os professores trabalharem.
- Tyler James Williams como Gregory Eddie, inicialmente um substituto de um professor da primeira série recém-demitido, mas depois se torna professor em tempo integral, e que rapidamente se apaixona por Janine.
- Janelle James como Ava Coleman, a diretora da escola que constantemente intimida Janine e dá aos funcionários motivos para acreditar que ela é ruim em seu trabalho; emprego que recebeu após chantagear o superintendente.
- Lisa Ann Walter como Melissa Schemmenti, uma professora da segunda série da Abbott que tem conexões questionáveis com os moradores da Filadélfia, mas as usa para ajudar a escola.
- Chris Perfetti como Jacob Hill, um professor de história da oitava série que faz o possível para ajudar Janine com seus planos para melhorar Abbott.
- Sheryl Lee Ralph como Barbara Howard, uma professora religiosa de jardim de infância, inflexível em manter a tradição e uma figura materna que Janine admira.
- William Stanford Davis como Sr. Johnson (2ª temporada – presente; recorrente temporada 1), o excêntrico, superqualificado e talentoso zelador da escola.

### Recorrente
- Zack Fox como Tariq Temple, namorado de Janine desde o ensino médio que é um aspirante a rapper.
- Reggie Hayes como Denzel Collins, o superintendente da escola.

### Convidados
- Kate Peterman como Tina Schwartz, uma professora sobrecarregada que é demitida por agredir fisicamente um aluno.
- Jim Gardner como ele mesmo, um âncora de notícias no ABC Channel 6 Action News, amado pela equipe.
- Mitra Jouhari como Sahar, amigo de Janine que trabalha brevemente na Abbott como professor de arte voluntário.
- Orlando Jones como Martin Eddie, o pai sem apoio de Gregory.
- Iyana Halley como Taylor Howard, filha de Barbara.
- Larry Owens como Zach, ex-namorado de Jacob.[1]

## Episódios

### Resumo da série
| Temporada | Temporada | Episódios | Episódios | Originalmente exibido  | Originalmente exibido |
| Temporada | Temporada | Episódios | Episódios | Estreia da temporada   | Final da temporada    |
| --------- | --------- | --------- | --------- | ---------------------- | --------------------- |
|           | 1         | 13        | 13        | 7 de dezembro de 2021  | 12 de abril de 2022   |
|           | 2         | 22        | 22        | 21 de setembro de 2022 | 19 de abril de 2023   |
|           | 3         | 14        | 14        | 7 de fevereiro de 2024 | 22 de maio de 2024    |
|           | 4         | 22        | 22        | 9 de outubro de 2024   | 16 de abril de 2025   |

### 1.ª temporada (2021-22)
| N.º geral | N.º na temp. | Título                   | Dirigido por      | Escrito por      | Exibição original       | Cód. de produção | Audiência nos EUA (milhões) |
| --------- | ------------ | ------------------------ | ----------------- | ---------------- | ----------------------- | ---------------- | --------------------------- |
| 1         | 1            | "Pilot"                  | Randall Einhorn   | Quinta Brunson   | 7 de dezembro de 2021   | T11.10144        | 2.88                        |
| 2         | 2            | "Light Bulb"             | Randall Einhorn   | Quinta Brunson   | 4 de janeiro de 2022    | T12.17153        | 3.45                        |
| 3         | 3            | "Wishlist"               | Randall Einhorn   | Morgan Murphy    | 11 de janeiro de 2022   | T12.17154        | 2.97                        |
| 4         | 4            | "New Tech"               | Randall Einhorn   | Brian Rubenstein | 18 de janeiro de 2022   | T12.17152        | 3.02                        |
| 5         | 5            | "Student Transfer"       | Randall Einhorn   | Brittani Nichols | 25 de janeiro de 2022   | T12.17155        | 3.06                        |
| 6         | 6            | "Gifted Program"         | Matt Sohn         | Jordan Temple    | 1 de fevereiro de 2022  | T12.17156        | 2.77                        |
| 7         | 7            | "Art Teacher"            | Jennifer Celotta  | Kate Peterman    | 8 de fevereiro de 2022  | T12.17157        | 2.61                        |
| 8         | 8            | "Work Family"            | Jay Karas         | Justin Tan       | 15 de fevereiro de 2022 | T12.17158        | 2.31                        |
| 9         | 9            | "Step Class"             | Shahrzad Davani   | Joya McCrory     | 22 de fevereiro de 2022 | T12.17159        | 3.06                        |
| 10        | 10           | "Open House"             | Jennifer Celotta  | Brian Rubenstein | 22 de março de 2022     | T12.17160        | 2.64                        |
| 11        | 11           | "Desking"                | Melissa Kosar     | Morgan Murphy    | 29 de março de 2022     | T12.17161        | 2.54                        |
| 12        | 12           | "Ava vs. Superintendent" | Matthew A. Cherry | Brittani Nichols | 5 de abril de 2022      | T12.17162        | 2.58                        |
| 13        | 13           | "Zoo Balloon"            | Randall Einhorn   | Jordan Temple    | 12 de abril de 2022     | T12.17163        | 2.78                        |

### 2.ª temporada
| N.º geral | N.º na temp. | Título                   | Dirigido por | Escrito por      | Exibição original      | Cód. de produção | Audiência nos EUA (milhões) |
| --------- | ------------ | ------------------------ | ------------ | ---------------- | ---------------------- | ---------------- | --------------------------- |
| 14        | 1            | "Development Day"        | ASD          | Quinta Brunson   | 21 de setembro de 2022 |                  | ASD                         |
| 15        | 2            | "Wrong Delivery"         | ASD          | Brian Rubenstein | 21 de setembro de 2022 |                  | ASD                         |
| 16        | 3            | "Narrative Ninjas"       | ASD          | ASD              | 21 de setembro de 2022 |                  | ASD                         |
| 17        | 4            | "The Principal's Office" | ASD          | ASD              | 21 de setembro de 2022 |                  | ASD                         |
| 18        | 5            | "Juice"                  | ASD          | ASD              | 21 de setembro de 2022 |                  | ASD                         |
| 19        | 6            | "Candy Zombies"          | ASD          | ASD              | 21 de setembro de 2022 |                  | ASD                         |
| 20        | 7            | "Attack Ad"              | ASD          | ASD              | 21 de setembro de 2022 |                  | ASD                         |
| 21        | 8            | "Egg Drop"               | ASD          | ASD              | 21 de setembro de 2022 |                  | ASD                         |
| 22        | 9            | "Sick Day"               | ASD          | ASD              | 21 de setembro de 2022 |                  | ASD                         |
| 23        | 10           | "Holiday Hookah"         | ASD          | ASD              | 21 de setembro de 2022 |                  | ASD                         |

## Produção

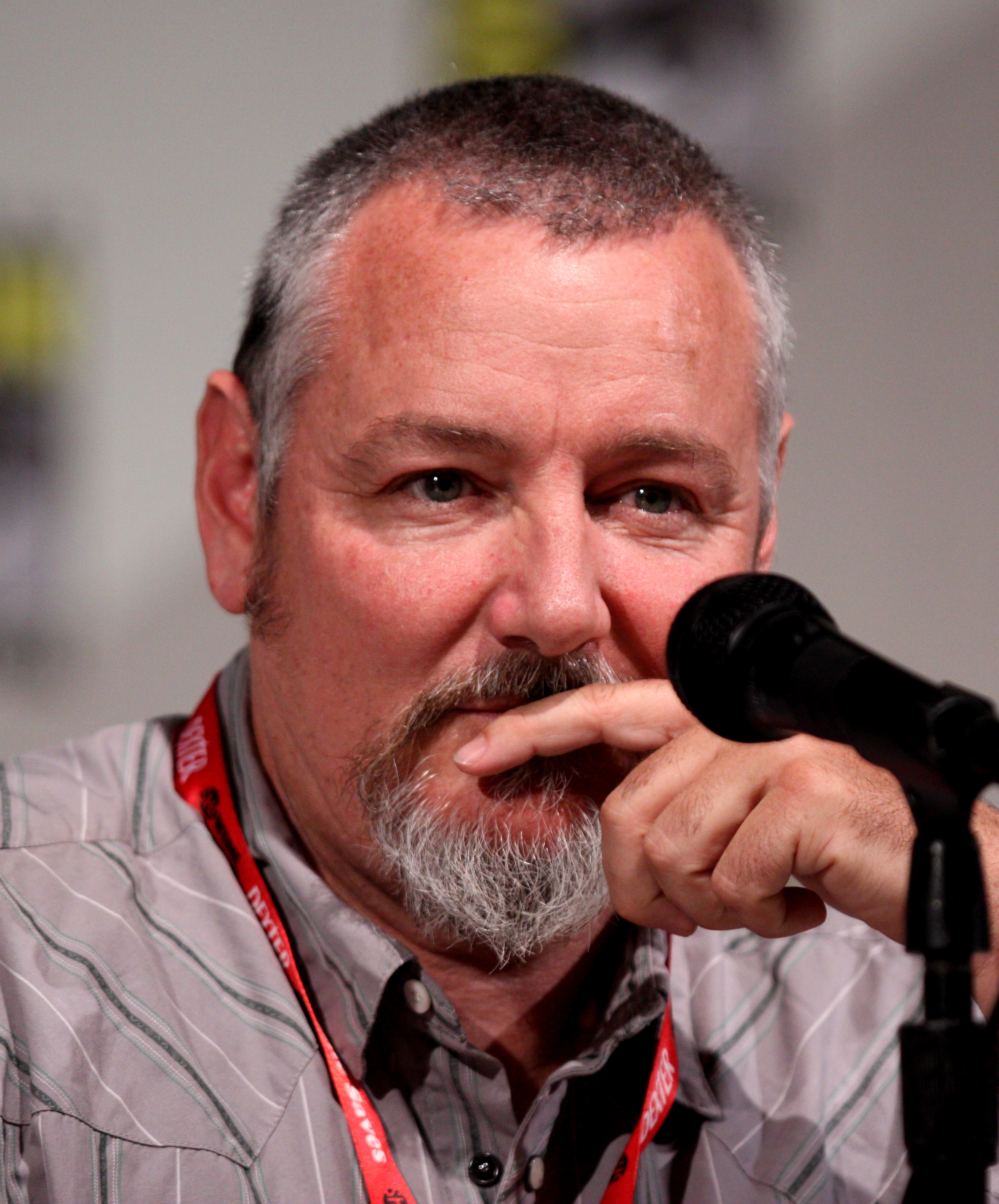
Randall Einhorn dirigiu os cinco primeiros episódios de Abbott Elementary

Em 3 de setembro de 2020, um piloto de comédia no local de trabalho sem título, estrelado por Brunson, conseguiu um compromisso de piloto na ABC. Em fevereiro de 2021, a ABC deu ao projeto um pedido de piloto oficial. Em março, Williams, James, Walter, Perfetti e Ralph foram anunciados para estrelar. Em maio, o projeto recebeu um pedido de série. As filmagens começaram em 16 de agosto de 2021, em Los Angeles, Califórnia, e foram concluídas em 5 de novembro de 2021. Em agosto, três membros da equipe testaram positivo para COVID-19, mas a produção não foi afetada. Em novembro, William Stanford Davis foi confirmado para estrelar. A série estreou em 7 de dezembro de 2021.
Em 14 de março de 2022, a série foi renovada para uma segunda temporada. De acordo com um tweet feito por Quinta Brunson, o primeiro dia de filmagem começou em 18 de julho de 2022. Em 20 de julho de 2022, foi anunciado que William Stanford Davis, que interpreta o Sr. Johnson, o zelador, seria promovido a regular da série. Em 21 de julho de 2022, a ABC encomendou a segunda temporada de 22 episódios, dando-lhe um pedido de temporada completa.

## Lançamento
Nos EUA, o programa vai ao ar na ABC. Na Austrália e na Nova Zelândia, a série foi lançada pela primeira vez no Disney+ em 16 de fevereiro como Star Original com uma estreia de 6 episódios com novos episódios semanais antes de ir ao ar em vários países da Europa, como Reino Unido, França, Itália e Alemanha. Na América Latina, a primeira temporada completa da série foi lançada em 10 de agosto de 2022 exclusivamente no Star+.

## Recepção

### Resposta crítica
No site agregador de críticas Rotten Tomatoes, 98% das 43 críticas dos críticos são positivas, com uma classificação média de 8.6/10. O consenso do site diz: "Abbott Elementary recebe as melhores notas por sua crítica empática, porém parcial, ao sistema educacional dos EUA, além de algum crédito extra por uma dinâmica habilmente manipulada do tipo "eles-vão-não-vão". O Metacritic, que usa uma média ponderada, atribuiu uma pontuação de 80 em 100 com base em 16 críticos, indicando "críticas geralmente favoráveis". Angie Han, do The Hollywood Reporter, disse que "[ela] funciona bem o suficiente para proporcionar um bom tempo consistente - e suspeito que, com o tempo, Abbott Elementary poderia florescer em algo verdadeiramente especial". Han também disse que os primeiros episódios "[são] uma vontade de lidar com a classe de frente, enquanto também encontra humor nas situações dos personagens", e concluiu que Abbott Elementary é "agradável à multidão".

### Prêmios e indicações
| Ano  | Prêmio                                | Categoria                                                          | Indicado(s)                                      | Resultado | Ref.   |
| ---- | ------------------------------------- | ------------------------------------------------------------------ | ------------------------------------------------ | --------- | ------ |
| 2022 | Black Reel Television Awards          | Melhor Série de Comédia                                            | Abbott Elementary                                | Venceu    | [ 37 ] |
| 2022 | Black Reel Television Awards          | Melhor Atriz, Série de Comédia                                     | Quinta Brunson                                   | Venceu    | [ 37 ] |
| 2022 | Black Reel Television Awards          | Melhor Ator Coadjuvante, Série de Comédia                          | Tyler James Williams                             | Venceu    | [ 37 ] |
| 2022 | Black Reel Television Awards          | Melhor Atriz Coadjuvante, Série de Comédia                         | Janelle James                                    | Venceu    | [ 37 ] |
| 2022 | Black Reel Television Awards          | Melhor Atriz Coadjuvante, Série de Comédia                         | Sheryl Lee Ralph                                 | Indicado  | [ 37 ] |
| 2022 | Black Reel Television Awards          | Melhor Direção, Série de Comédia                                   | Matthew A. Cherry (por "Ava vs. Superintendent") | Venceu    | [ 37 ] |
| 2022 | Black Reel Television Awards          | Melhor Roteiro, Série de Comédia                                   | Quinta Brunson (por "Pilot")                     | Venceu    | [ 37 ] |
| 2022 | Black Reel Television Awards          | Melhor Ator Convidado, Série de Comédia                            | Reggie Hayes                                     | Indicado  | [ 37 ] |
| 2022 | Black Reel Television Awards          | Melhor Ator Convidado, Série de Comédia                            | Orlando Jones                                    | Venceu    | [ 37 ] |
| 2022 | Dorian Awards                         | Melhor Comédia de TV                                               | Abbott Elementary                                | Venceu    | [ 38 ] |
| 2022 | Dorian Awards                         | Melhor Performance de TV                                           | Quinta Brunson                                   | Indicado  | [ 38 ] |
| 2022 | Dorian Awards                         | Melhor Performance de TV de Apoio                                  | Janelle James                                    | Indicado  | [ 38 ] |
| 2022 | Hollywood Critics Association Awards  | Melhor Série de Comédia - TV Aberta                                | Abbott Elementary                                | Venceu    | [ 39 ] |
| 2022 | Hollywood Critics Association Awards  | Melhor Atriz em Série de Comédia - TV Aberta ou a Cabo             | Quinta Brunson                                   | Venceu    | [ 39 ] |
| 2022 | Hollywood Critics Association Awards  | Melhor Ator Coadjuvante em Série de Comédia - TV Aberta ou a Cabo  | Chris Perfetti                                   | Indicado  | [ 39 ] |
| 2022 | Hollywood Critics Association Awards  | Melhor Ator Coadjuvante em Série de Comédia - TV Aberta ou a Cabo  | Tyler James Williams                             | Indicado  | [ 39 ] |
| 2022 | Hollywood Critics Association Awards  | Melhor Atriz Coadjuvante em Série de Comédia - TV Aberta ou a Cabo | Janelle James                                    | Venceu    | [ 39 ] |
| 2022 | Hollywood Critics Association Awards  | Melhor Atriz Coadjuvante em Série de Comédia - TV Aberta ou a Cabo | Sheryl Lee Ralph                                 | Indicado  | [ 39 ] |
| 2022 | Hollywood Critics Association Awards  | Melhor Direção em Série de Comédia - TV Aberta ou a Cabo           | Randall Einhorn                                  | Indicado  |        |
| 2022 | Hollywood Critics Association Awards  | Melhor Roteiro em Série de Comédia - TV Aberta ou a Cabo           | Quinta Brunson                                   | Venceu    |        |
| 2022 | Humanitas Prize                       | Comedy Teleplay                                                    | Quinta Brunson (por "Pilot")                     | Indicado  | [ 40 ] |
| 2022 | Primetime Emmy Awards                 | Melhor Série de Comédia                                            | Abbott Elementary                                | Indicado  | [ 41 ] |
| 2022 | Primetime Emmy Awards                 | Melhor Atriz em Série de Comédia                                   | Quinta Brunson                                   | Indicado  | [ 41 ] |
| 2022 | Primetime Emmy Awards                 | Melhor Ator Coadjuvante em Série de Comédia                        | Tyler James Williams                             | Indicado  | [ 41 ] |
| 2022 | Primetime Emmy Awards                 | Melhor Atriz Coadjuvante em Série de Comédia                       | Janelle James                                    | Indicado  | [ 41 ] |
| 2022 | Primetime Emmy Awards                 | Melhor Atriz Coadjuvante em Série de Comédia                       | Sheryl Lee Ralph                                 | Venceu    | [ 41 ] |
| 2022 | Primetime Emmy Awards                 | Melhor Roteiro em Série de Comédia                                 | Quinta Brunson (por "Pilot")                     | Venceu    | [ 41 ] |
| 2022 | Primetime Creative Arts Emmy Awards   | Melhor Elenco em Série de Comédia                                  | Wendy O'Brien                                    | Venceu    | [ 41 ] |
| 2022 | Television Critics Association Awards | Programa do Ano                                                    | Abbott Elementary                                | Venceu    | [ 42 ] |
| 2022 | Television Critics Association Awards | Melhor Série de Comédia                                            | Abbott Elementary                                | Venceu    | [ 42 ] |
| 2022 | Television Critics Association Awards | Melhor Programa Novo                                               | Abbott Elementary                                | Venceu    | [ 42 ] |
| 2022 | Television Critics Association Awards | Melhor Performance Individual em Comédia                           | Quinta Brunson                                   | Venceu    | [ 42 ] |
| 2022 | Television Critics Association Awards | Melhor Performance Individual em Comédia                           | Janelle James                                    | Indicado  | [ 42 ] |
| 2023 | Primetime Emmy Awards                 | Melhor Série de Comédia                                            | Abbott Elementary                                | Indicado  | [ 43 ] |
| 2023 | Primetime Emmy Awards                 | Melhor Atriz em Série de Comédia                                   | Quinta Brunson                                   | Venceu    | [ 43 ] |
| 2023 | Primetime Emmy Awards                 | Melhor Ator Coadjuvante em Série de Comédia                        | Tyler James Williams                             | Indicado  | [ 43 ] |
| 2023 | Primetime Emmy Awards                 | Melhor Atriz Coadjuvante em Série de Comédia                       | Janelle James                                    | Indicado  | [ 43 ] |
| 2023 | Primetime Emmy Awards                 | Melhor Atriz Coadjuvante em Série de Comédia                       | Sheryl Lee Ralph                                 | Indicado  | [ 43 ] |
| 2024 | Primetime Emmy Awards                 | Melhor Série de Comédia                                            | Abbott Elementary                                | Indicado  | [ 44 ] |
| 2024 | Primetime Emmy Awards                 | Melhor Atriz em Série de Comédia                                   | Quinta Brunson                                   | Indicado  | [ 44 ] |
| 2024 | Primetime Emmy Awards                 | Melhor Ator Coadjuvante em Série de Comédia                        | Tyler James Williams                             | Indicado  | [ 44 ] |
| 2024 | Primetime Emmy Awards                 | Melhor Atriz Coadjuvante em Série de Comédia                       | Janelle James                                    | Indicado  | [ 44 ] |
| 2024 | Primetime Emmy Awards                 | Melhor Atriz Coadjuvante em Série de Comédia                       | Sheryl Lee Ralph                                 | Indicado  | [ 44 ] |
| 2024 | Primetime Emmy Awards                 | Melhor Roteiro em Série de Comédia                                 | Quinta Brunson (por "Career Day")                | Indicado  | [ 44 ] |
| 2024 | Primetime Emmy Awards                 | Emmy do Primetime para melhor direção em série de comédia          | Randall Einhorn (for "Party")                    | Indicado  | [ 44 ] |